# Hakórisz
Hakór, más írásmóddal Hagor, Hakori, görögösen Hakórisz, Akhórisz, uralkodói nevén Maátibré (? – Kr. e. 380) az ókori egyiptomi XXIX. dinasztia negyedik fáraója Kr. e. 393-tól haláláig.

## Élete
I. Nepheritész Kr. e. 393-ban követte a trónon. Miután nyugati határát a barkaiakkal való alku által biztosította, egyezségre lépett a Artaxerxész perzsa király ellen lázadó Euagorasszal (a szalamiszi régi királyok ivadékával) és az athéniekkel. Gabonát, hadiszereket, hajókat, pénzt adott, Athén pedig néhány ezer embert küldött, élükön Khabriásszal, egyik legjobb hadvezérével. A háborúban azonban végül Euagorasz vereséget szenvedett a tengeren, Kition táján, és hajóhada elpusztult. Visszament Egyiptomba, segítségért könyörögni a fáraóhoz (Kr. e. 385). Hakórisznak elég gondot okozott a saját biztonsága, nemhogy távoli kalandra bocsáthatta volna haderejének legjavát; Euagorasz tehát Egyiptomból csupán elégtelen pénzsegéllyel tért vissza. Mivel kevés embere volt, bezárkózott Szalamiszba, egészen addig, amíg a perzsa vezérek egyikének, Gaosznak, árulása pillanatnyira új reménnyel biztatta. Gaosz ugyanis szövetkezett Hakórisszal, és támogatást kért a spártaiaktól, de elveszett, mielőtt bármit is tehetett volna, és Euagorasz ismét magára maradt az ellenséggel szemben.  Hakórisz, mindjárt Euagorasznak a veresége után, fölfogva, hogy Küprosz (Ciprus) meghódolása immár csak idő kérdése, Kis-Ázsiában iparkodott zavart támasztani: szövetkezett az akkor nyílt lázadásban lévő Piszidiabeliekkel: de ezzel nem sokat ért el. Ezzel szemben Görögországban az Antalkidasz-féle béke következtében foglalkozás nélkül hagyott zsoldosok közül 20 000-t gyűjtött össze. A perzsák, kik még Küprosszal voltak elfoglalva, nem gátolhatták meg e segédcsapatok megérkezését, ám Hakórisz Kr. e. 380-ban meghalt.

## Név, titulatúra
A fáraók titulatúrájának magyarázatát és történetét lásd az Ötelemű titulatúra szócikkben.
| G5 |

| G5 |

| O29V | ib | N36 · N17 · N17 |

| O29V | ib | N36 · N17 · N17 |

| O29V | ib | N36 · N17 · N17 |

| O29V | ib | N36 · N17 · N17 |

| G5 |

| G5 |

| O29V | ib | N36 · N17 · N17 |

| O29V | ib | N36 · N17 · N17 |

| O29V | ib | N36 · N17 · N17 |

| O29V | ib | N36 · N17 · N17 |

| G16 |

| G16 |

| N29 · N35 | N14 · D40 |

| N29 · N35 | N14 · D40 |

| G16 |

| G16 |

| N29 · N35 | N14 · D40 |

| N29 · N35 | N14 · D40 |

| G8 |

| G8 |

| S29 | R4 · t · p | R8A |

| S29 | R4 · t · p | R8A |

| G8 |

| G8 |

| S29 | R4 · t · p | R8A |

| S29 | R4 · t · p | R8A |

| M23 | L2 |

| M23 | L2 |

| N5 | C10 | W9 |

| N5 | C10 | W9 |

| N5 | C10 | W9 |

| N5 | C10 | W9 |

| N5 | C10 | W9 |

| N5 | C10 | W9 |

| N5 | C10 | W9 |

| N5 | C10 | W9 |

| M23 | L2 |

| M23 | L2 |

| N5 | C10 | W9 |

| N5 | C10 | W9 |

| N5 | C10 | W9 |

| N5 | C10 | W9 |

| N5 | C10 | W9 |

| N5 | C10 | W9 |

| N5 | C10 | W9 |

| N5 | C10 | W9 |

| G39 | N5 | \| \| |
|     |    |       |

|  |

| G39 | N5 | \| \| |
|     |    |       |

|  |

| O4 | W11 | E23 |

| O4 | W11 | E23 |

| O4 | W11 | E23 |

| O4 | W11 | E23 |

| O4 | W11 | E23 |

| O4 | W11 | E23 |

| O4 | W11 | E23 |

| O4 | W11 | E23 |

| G39 | N5 | \| \| |
|     |    |       |

|  |

| G39 | N5 | \| \| |
|     |    |       |

|  |

| O4 | W11 | E23 |

| O4 | W11 | E23 |

| O4 | W11 | E23 |

| O4 | W11 | E23 |

| O4 | W11 | E23 |

| O4 | W11 | E23 |

| O4 | W11 | E23 |

| O4 | W11 | E23 |